# Latitude (revista)
A Latitude é um periódico científico editado pelo Programa de Pós-Graduação em Sociologia da Universidade Federal de Alagoas que publica artigos científicos no campo das ciências sociais. Publicada desde seu lançamento em 2007, esta revista está indexada em várias bases como Latindex e EZB - Eletronic Journals Library.
Na avaliação do Qualis realizada pela Coordenação de Aperfeiçoamento de Pessoal de Nível Superior (CAPES), este periódico foi classificado no extrato B1 nas áreas de Antropologia/Arqueologia e Educação.